# Frenne Båverud
Frenne Mats Gunnar Båverud, tidigare Lundström, född 10 februari 1981, är en svensk handbollstränare på damsidan. Han är sedan augusti 2024 "team manager" för Sveriges damlandslag.
Frenne är bror till de tidigare handbollsspelarna Johan (född 1983), Daniel (född 1986) och Rasmus Båverud (född 1990).

## Karriär
Båverud gjorde sina första år som handbollsspelare i HK Country. Som A-pojk gick han sedan över till IFK Skövde. I junioråldern blev han antagen på idrottshögskolan och bodde då hos sina föräldrar i Knivsta, och hamnade då i Skånela IF. Där spelade han fram tills 2005 då han beslöt sig för att satsa på en tränarkarriär.
Tränarkarriären hade redan inletts vid 15 års ålder i HK Country, som hjälptränare till P85–86, och fortsatte i Skånela IF med P90-laget. Via Skånelas damjuniorer blev han tränare för elitserielaget och hade det uppdraget under tre år innan han gick 2009 vidare till Eskilstuna Guif.

## Tränaruppdrag
- Skånela IF (2006–2009)
- Eskilstuna Guif (2009–2011)
- VästeråsIrsta HF (assisterande, 2011–2014)
- VästeråsIrsta HF (2015–2023)
- Sverige U18 (2021–2024)

## Meriter
- Årets tränare i elitserien 2015/2016 med VästeråsIrsta HF